# Lochgarthside

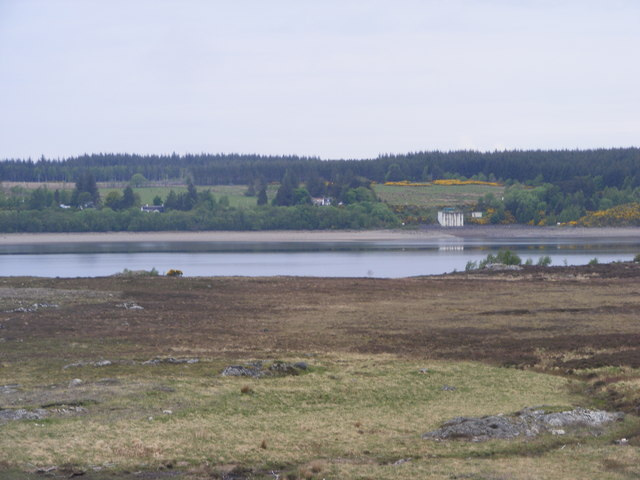
Blick auf den Ort über den See

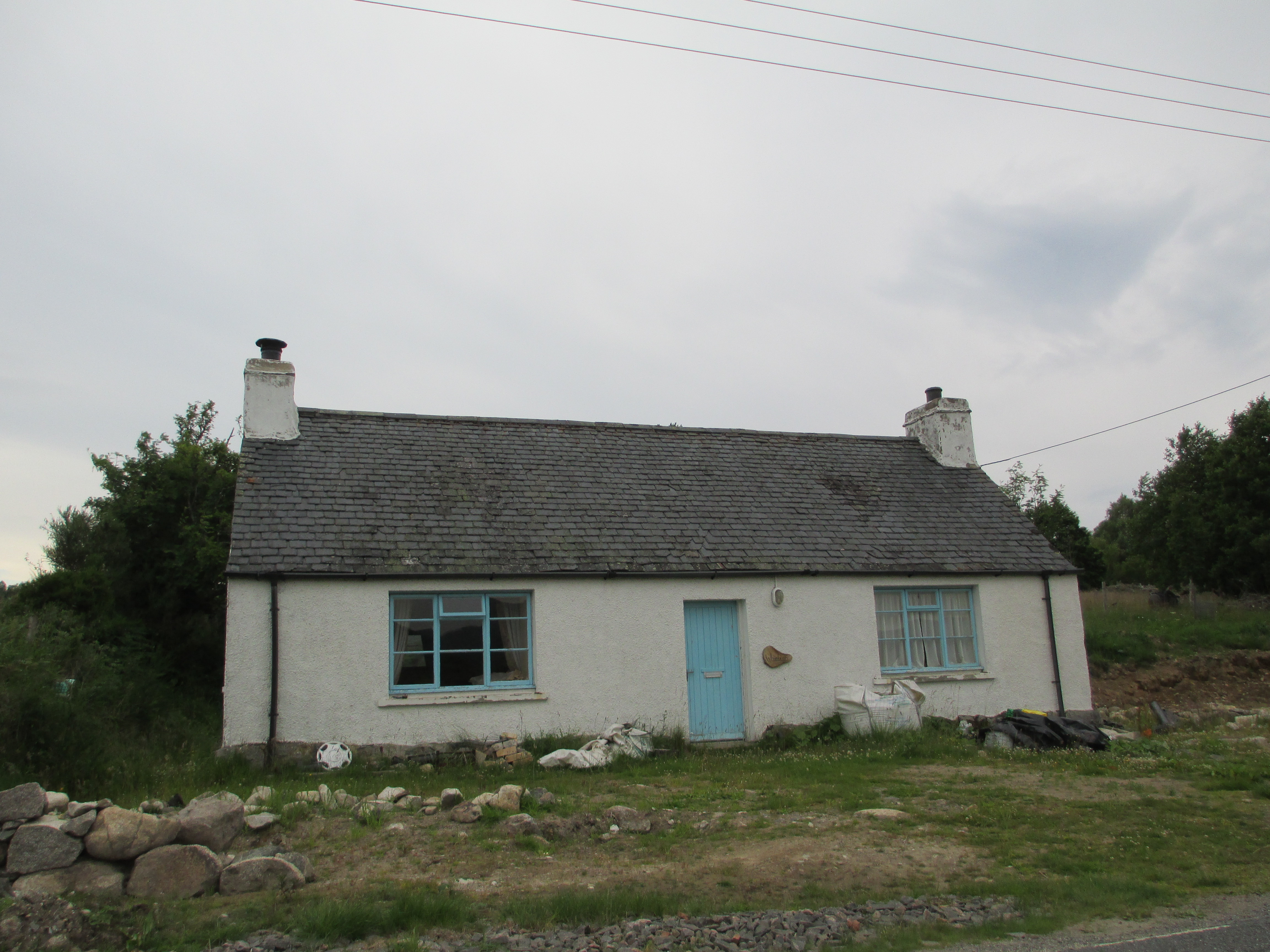
Kleinbauernhaus in Lochgarthside

Lochgarthside ist eine Ortschaft, die südwestlich von Inverness in der Region Highland im Norden von Schottland liegt. Im Rahmen der historischen Gliederung Schottlands in Civil Parishes zählt es zu Boleskine and Abertarff, das zu Inverness-shire gehörte.

## Geographie
Lochgarthside liegt südöstlich des Great Glens am nordwestlichen Ufer des Sees Loch Mhor. Der Ort umfasst zahlreiche einzelner Häuser, die in einer losen Reihenfolge entlang einer Durchgangsstraße und deren Nähe stehen. Unter ihnen ist auch eine Feuerwehrstation.

## Verkehr
Verkehrstechnisch zu erreichen ist Lochgarthside über die B 862, die von Inverness über Whitebridge nach Fort Augustus verläuft.